# Roger Scruton
Roger Vernon Scruton (Buslingthorpe, 27 de febrero de 1944-Brinkworth, 12 de enero de 2020) fue un filósofo y escritor británico especializado en la estética y la filosofía política, particularmente en la defensa del tradicionalismo político.
Fue editor desde 1982 hasta 2001 de The Salisbury Review, una revista política conservadora. Escribió más de 50 libros sobre filosofía, arte, música, política, literatura, cultura, sexualidad y religión. También escribió novelas y dos óperas. Sus publicaciones más notables incluyen The Meaning of Conservatism (1980), Sexual Desire (1986), The Aesthetics of Music (1997) y How to Be a Conservative (2014). Fue colaborador habitual de los medios masivos, incluidos The Times, The Spectator y The New Statesman.
Scruton abrazó el conservadurismo después de presenciar las protestas estudiantiles de mayo de 1968 en Francia. De 1971 a 1992 fue catedrático de estética en el Birkbeck College de la Universidad de Londres, después de lo cual ocupó varios cargos académicos de manera parcial, incluso en los Estados Unidos. En la década de 1980 ayudó a establecer redes académicas subterráneas en el este europeo durante la era soviética, por lo que fue galardonado por el presidente Václav Havel con la Medalla al Mérito de la República Checa en 1998. En 2016 fue nombrado caballero por sus «servicios a la filosofía, la enseñanza y la educación pública».
Falleció a los 75 años a consecuencia de un cáncer que le había sido detectado seis meses antes.
Tuvo el título de sir y fue miembro de la Academia Británica y de la Real Sociedad de Literatura.

## Primeros años

### Familia
Scruton nació en Buslingthorpe, Lincolnshire, hijo de John "Jack" Scruton, un profesor de Mánchester, y su esposa, Beryl Claris Scruton (apellido de soltera, Haynes), y se crio con sus dos hermanas en Marlow y High Wycombe. El apellido Scruton había sido adquirido relativamente recientemente. El certificado de nacimiento del padre de Jack decía Matthew Lowe, hijo de Margaret Lowe (bisabuela de Scruton); el documento no hacía mención de un padre. Sin embargo, Margaret había decidido, por razones desconocidas, criar a su hijo como Matthew Scruton en su lugar. Scruton se preguntó si ella había sido empleada en el antiguo Scruton Hall en Scruton, Yorkshire, o si era allí donde había sido concebida su hija.
Jack se crio en un back-to-back en la calle superior de Cyrus, Ancoats, una zona del centro de la ciudad de Mánchester, y ganó una beca para el Manchester High School, una escuela primaria. Scruton le dijo a The Guardian que Jack odiaba a las clases altas y amaba el campo, mientras que Beryl era aficionada a la ficción romántica. Él describió a su madre como "acariciando un ideal de conducta caballerosa y distinción social que ... [su] padre partió con considerable entusiasmo para destruir".[cita requerida]

### Estudios
Scruton estudió en el Jesus College de la Universidad de Cambridge (1962–1965 y 1967–1969). Fue investigador en Peterhouse de la Universidad de Cambridge (1969–1971). Vivía con sus padres, sus dos hermanas y su perro Sam en una pebbledashed (casa adosada) en Hammersley Lane, High Wycombe. Aunque sus padres habían sido educados como cristianos, se consideraban a sí mismos como humanistas, por lo que el hogar era una "zona libre de religión". La relación de Scruton con su padre, así como el resto de toda la familia, fue difícil. Escribió en Gentle Regrets: "Los amigos vienen y se van, los pasatiempos y los días festivos se adueñan del paisaje del alma como la luz del sol fugaz en un viento de verano, y el hambre de afecto se corta en cada punto por el temor al juicio".[cita requerida]
Después de aprobar sus 11-plus, asistió a la Royal Grammar School en High Wycombe de 1954 a 1962, y obtuvo la máxima puntuación en sus exámenes de A-Levels (ingreso a universidad británica), en matemáticas puras y aplicadas, física y química. Los resultados le valieron una beca abierta en ciencias naturales para Jesus College, Cambridge, así como una beca estatal. Scruton escribe que fue expulsado de la escuela poco después, cuando el director encontró el escenario de la escuela en llamas durante una de las obras de Scruton, y una chica semidesnuda apagando las llamas. Cuando le dijo a su familia que había ganado una plaza en la Universidad de Cambridge, su padre dejó de hablarle.[cita requerida]
Habiendo tenido la intención de estudiar ciencias naturales en Cambridge, donde se sentía "aunque socialmente alejado (como casi todos los niños las Grammar Schools, escuelas públicas británicas orientadas a la excelencia académica con acceso selectivo), espiritualmente en casa": el primer día cambió a filosofía. Se graduó con un Double First, o doble sobresaliente, en 1965; luego pasó un tiempo en el extranjero, y enseñando parcialmente en la Universidad de Pau y Pays de l'Adour de Francia, donde conoció a su primera esposa, Danielle Laffitte.[cita requerida]
En 1967 comenzó a estudiar su doctorado en el Jesus College de su alma mater, luego se convirtió en investigador en Peterhouse, también en la Universidad de Cambridge, donde vivió con Laffitte cuando ella no estaba en Francia. Fue mientras la visitaba durante las protestas estudiantiles de mayo de 1968 en Francia que Scruton abrazó por primera vez el conservadurismo. Estaba en el Barrio Latino de París, observando cómo los estudiantes volcaban coches, rompían ventanas y lanzaban adoquines, y por primera vez en su vida "sintieron una oleada de ira política":

I suddenly realised I was on the other side. What I saw was an unruly mob of self-indulgent middle-class hooligans. When I asked my friends what they wanted, what were they trying to achieve, all I got back was this ludicrous Marxist gobbledegook. I was disgusted by it, and thought there must be a way back to the defence of western civilization against these things. That's when I became a conservative. I knew I wanted to conserve things rather than pull them down.

De repente me di cuenta de que estaba en el otro lado. Lo que vi fue una multitud ingobernable de hooligans de clase media auto-indulgentes. Cuando les pregunté a mis amigos qué querían, qué intentaban lograr, todo lo que me dijeron fue una ridícula receta de eslóganes marxistas. Me disgustó y pensé que debía haber un camino de regreso a la defensa de la civilización occidental contra estas cosas. Fue entonces cuando me convertí en un conservador. Sabía que quería conservar las cosas en lugar de derribarlas
Scruton a The Guardian, octubre de 2000

## Carrera académica en la Universidad de Londres
Scruton recibió su doctorado en enero de 1973 con una tesis titulada  "Art and imagination, a study in the philosophy of mind (Arte e imaginación, un estudio en la filosofía de la mente), supervisado por Michael Tanner y Elizabeth Anscombe, en la que ofreció una teoría empírica de la estética. La tesis fue la base de su primer libro, Art and Imagination (1974), que fue seguido por The Aesthetics of Architecture (1979). Desde 1971 enseñó filosofía en el Birkbeck College de la Universidad de Londres, que se especializa en educación de adultos y ofrece sus clases por la noche. El trabajo en Birkbeck le dejaba libres los días a Scruton, por lo que usó el tiempo para estudiar leyes en la Universidad de Londres (1974–1976); nunca practicó porque no pudo tomarse un año libre para completar un pupilaje. Mientras tanto, Laffitte enseñaba francés en Putney High School, y la pareja vivía junta en un apartamento de Harley Street anteriormente ocupado por Delia Smith. Se casaron en 1972 y se divorciaron en 1979.
Birkbeck era conocido por su cercanía a la izquierda. Scruton dijo que él era el único conservador allí, a excepción de la mujer que servía comidas en la sala común para académicos. En 1974, junto con Hugh Fraser, Jonathan Aitken y John Casey, se convirtió en miembro fundador del Conservative Philosophy Group, cuyo objetivo era desarrollar una base intelectual para el conservadurismo. El historiador Hugh Thomas y el filósofo Anthony Quinton asistieron a las reuniones, al igual que Margaret Thatcher antes de que fuera elegida primera ministra. Thatcher dijo durante una reunión en 1975: "El otro lado tiene una ideología contra la cual pueden probar sus políticas. Nosotros también debemos tener una."
La carrera académica de Scruton en Birkbeck se vio empañada por su conservadurismo, particularmente por su tercer libro, The Meaning of Conservatism (1980), y más tarde por su dirección editorial en la revista conservadora Salisbury Review. Le dijo a The Guardian que sus colegas en Birkbeck lo habían demonizado por el libro. El filósofo marxista G. A. Cohen de la University College London se negó a enseñar un seminario con Scruton, aunque luego se hicieron amigos. Continuó enseñando en Birkbeck hasta 1992.

## The Salisbury Review
En 1982, Scruton se convirtió en el editor fundador de The Salisbury Review, una revista que defendía el tradicionalismo político en oposición al Thatcherismo, y que editó hasta el 2001. The Review fue creada por un grupo de tories -conocido como el Grupo Salisbury- en 1978 por Diana Spearman y Robert Gascoyne-Cecil con la participación de Peterhouse Right. Los siguientes miembros eran conservadores asociados con la Universidad de Cambridge, incluidos Maurice Cowling, David Watkin y el matemático Adrian Mathias.
Scruton escribió que la edición de The Salisbury Review terminó efectivamente su carrera académica en el Reino Unido. La revista buscó proporcionar una base intelectual para el conservadurismo, y fue muy crítica con los temas clave del período, incluida la Campaña para el Desarme Nuclear, el igualitarismo, el feminismo, la ayuda exterior, el multiculturalismo y el modernismo. Scruton tuvo que escribir la mayoría de sus artículos usando seudónimos.
En 1984, la revista publicó un artículo controvertido de Ray Honeyford, director de Bradford, que cuestionaba los beneficios de la educación multicultural. Honeyford se vio obligado a retirarse debido al artículo y tuvo que vivir un tiempo bajo la protección de la policía. La Asociación Británica para el Avance de la Ciencia acusó a la Review de racismo científico, y el Departamento de Filosofía de la Universidad de Glasgow boicoteó una charla a la que Scruton había sido invitado para presentar a su círculo filosófico. 
Scruton creyó que los incidentes hicieron que su posición como profesor universitario fuera insostenible, aunque también sostuvo que "valió la pena sacrificar sus posibilidades de convertirse en miembro de la Academia Británica , vicecanciller o profesor emérito por el absoluto alivio de proclamar la verdad." (aun así, tiempo después Scruton fue elegido miembro de la Academia Británica). En 2002 describió el efecto que la redacción de esta revista tuvo en su vida:

Me costó muchas miles de horas de trabajo no remunerado, un asesinato espantoso de imagen por culpa de Private Eye, tres juicios, dos interrogatorios, una expulsión, la pérdida de una carrera universitaria en Gran Bretaña, innumerables críticas despectivas y el odio de los liberales decentes en todas partes... Y valió la pena.
Scruton, 21 de septiembre de 2002. "My life beyond the pale". The Spectator

## Escritos
En la década de 1980 se estableció a Scruton como un prolífico escritor. Trece de sus obras de filosóficas aparecieron entre 1980 y 1989, al igual que su primera novela, Fortnight's Anger (1981). La publicación más polémica fue Pensadores de la Nueva Izquierda (1985), una recopilación de sus ensayos de The Salisbury Review, en que criticó a 14 intelectuales destacados, entre ellos el EP Thompson, Michel Foucault y Jean-Paul Sartre. Según The Guardian, el libro fue discontinuado después de ser recibido con "burla e indignación". Scruton dijo que se sintió muy deprimido por las críticas. En 1987, fundó su propia editorial The Claridge Press, que vendió al Continuum International Publishing Group en 2002.
De 1983 a 1986 escribió una columna semanal para The Times. Los temas incluyeron música, vino y reparación de motos, pero otros fueron polémicos. El editor de artículos, Peter Stothard, dijo que no había trabajado con nadie "cuyos artículos habían provocado más furia". Scruton se burló del antirracismo y del movimiento por la paz. Su primera columna, "La virtud de la irrelevancia", argumentó que las universidades estaban destruyendo la educación "haciéndola relevante": 

Reemplazar pura por matemática aplicada, lógica por programación de computadoras, arquitectura por ingeniería, historia por sociología: el resultado será un nuevo "Generación de filisteos bien informados, cuya falta de encanto deshará todas las ventajas que su aprendizaje podría haber conferido.
Scruton

## Activismo en Europa Central
De 1979 a 1989, Scruton fue un partidario activo de los disidentes en Checoslovaquia bajo el gobierno del Partido Comunista, forjando vínculos entre los académicos disidentes del país y sus homólogos en las universidades occidentales. Como parte de la Fundación para la Educación Jan Hus, que él y otros académicos visitaron Praga y Brno, ahora en la República Checa, en apoyo de una red de educación subterránea empezó por el disidente checo Julius Tomin, el contrabando de libros, la organización de conferencias y, finalmente, los arreglos para que los estudiantes estudien para obtener un título en teología de Cambridge (la única facultad que respondió a la solicitud de ayuda). Se realizaron cursos estructurados y traducciones de samizdat, se imprimieron libros y se hicieron exámenes en un sótano y se sacaron documentos de contrabando a través de la bolsa diplomática.
Scruton fue detenido en 1985 en Brno antes de ser expulsado del país. La disidente checa Bronislava Müllerová lo vio cruzar la frontera con Austria: "Había un amplio espacio vacío entre los dos puestos fronterizos, absolutamente vacío, no había un solo ser humano a la vista excepto un soldado, y por ese amplio espacio vacío avanzaba el filósofo inglés Roger Scruton, con su pequeña bolsa, hacia Austria". El 17 de junio de ese año, fue colocado en el Índice de personas indeseables[cita requerida]. Él escribe que también fue seguido durante las visitas a Polonia y Hungría.
Por su trabajo en el apoyo a los disidentes, Scruton recibió el Primer Premio de junio de 1993 de la ciudad checa de Pilsen, y en 1998 recibió la Medalla al Mérito (Primera Clase) de la República Checa del presidente Václav Havel. Scruton fue muy crítico con las figuras de Occidente, en particular Eric Hobsbawm. Su experiencia de la vida intelectual disidente en la Praga comunista de los años 80 se registra en forma ficticia en su novela Notas desde el metro (2014).[cita requerida]

## Apreciaciones filosóficas y políticas

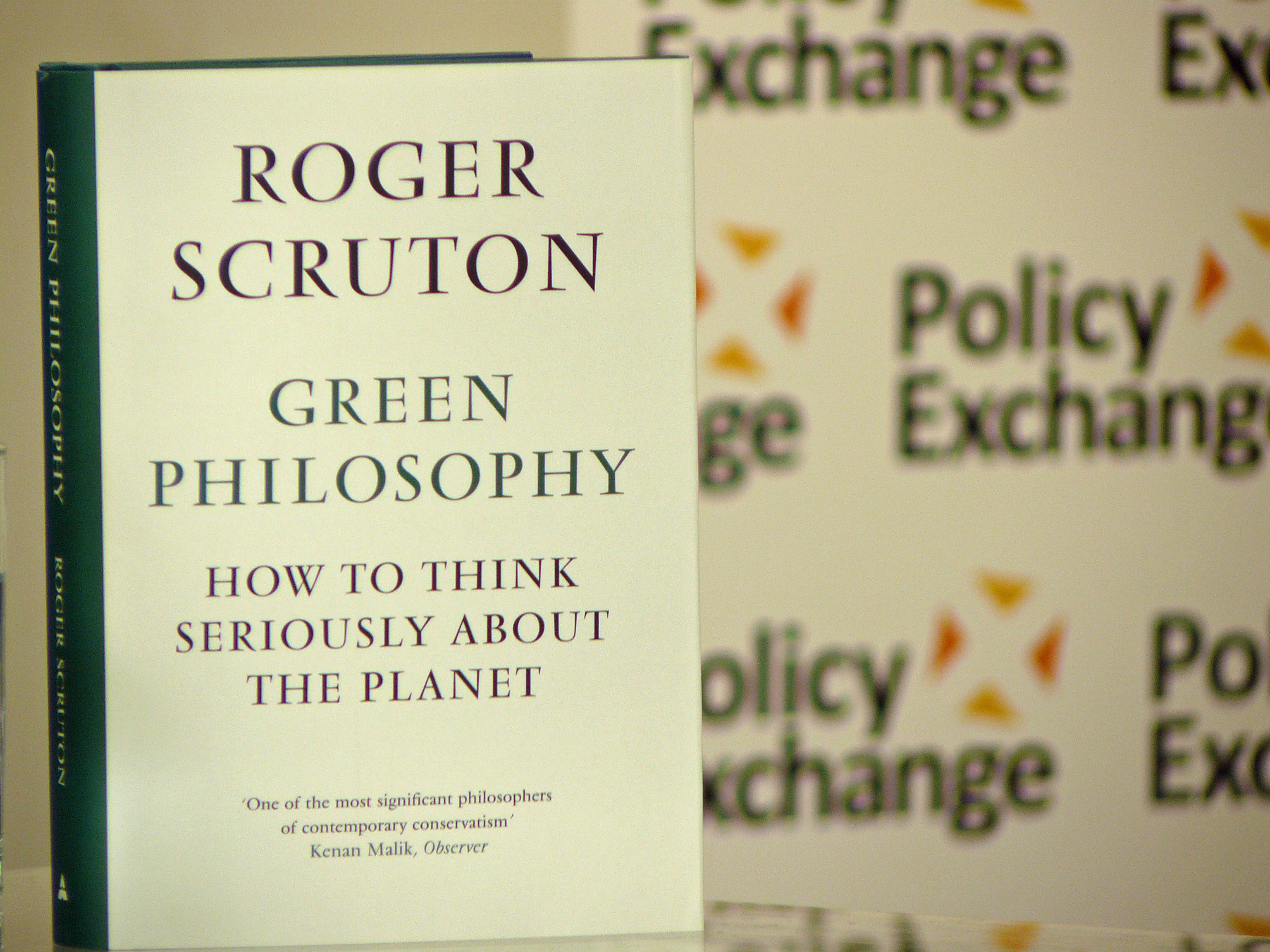
Portada de Green Philosophy (2012), libro en que defiende la postura conservacionista desde su histórica relación con el conservadurismo.

### Estética
Scruton se ha especializado en estética a lo largo de su carrera. En 1972 completó un doctorado en filosofía en la Universidad de Cambridge con una tesis en estética, que sentó las bases de su primer libro, Art and Imagination, publicado en 1974, en el que Scruton argumentó que "lo que diferencia el interés estético de otros tipos es que implica la apreciación de algo por el mero gusto de apreciarlo".
Desde entonces, Scruton publicó una serie de libros en esta materia, incluyendo The Aesthetics of Architecture (1979), The Aesthetics Understanding (1983, nueva edición 1997), The Aesthetics of Music (1997), y Beauty (2010). Desde 1971 a 1992 Scruton fue académico y, posteriormente, profesor adjunto y catedrático de estética en el departamento de filosofía del Birkbeck College, Londres. En julio de 2008 se dio una conferencia en la Durham University que exploraba y evaluaba su impacto en el campo de la estética, y en 2012 fue publicada una colección de ensayos en la que se estudiaba el significado de la estética de Scruton.
En 2009, Scruton escribió y presentó el documental de la BBC2 Why Beauty Matters, en el que dijo que la belleza debería devolverse a su tradicional posición en el arte, la arquitectura y la música. En un artículo para el programa The American Spectator posterior a su emisión, Scruton afirmó que había recibido "más de 500 e-mails de espectadores, todos alegando 'Gracias a Dios alguien está diciendo lo que era necesario'". En un debate de Intelligence Squared en marzo de 2009, mantenido en la Royal Geographical Society, Scruton -apoyando al historiador David Starkey-, propuso el movimiento: "Gran Bretaña se ha vuelto indiferente ante la belleza" mostrando una imagen de El nacimiento de Venus de Sandro Botticelli junto a otra de la top model británica Kate Moss, para demostrar cómo la percepción de belleza de los británicos se había degradado hasta "el nivel de nuestros apetitos e instintos más básicos".

### Defensa del conservadurismo
Scruton se adhirió al conservadurismo durante las protestas estudiantiles de mayo de 1968 en Francia. Nicholas Wroe escribió en The Guardian que Scruton estaba en el barrio latino de París en ese momento, viendo a los estudiantes volcando coches para crear barricadas y arrancando adoquines para lanzárselos a la policía. "De pronto me di cuenta de que estaba en el otro bando. Lo que vi era una horda desorganizada de hooligans de clase media. Cuando pregunté a mis amigos qué querían, qué estaban tratando de conseguir con aquello, todo lo que me respondían era un ridículo galimatías marxista. Estaba ofendido por eso, y pensé que debía haber una forma de defender la civilización occidental de esas cosas. Fue entonces cuando supe que era conservador. Supe que quería preservar el sistema en lugar de cambiarlo."
| Campañas de activistas, que solían ser conducidas en nombre de la gente -como un todo-, sin siquiera consultarles ni interesarse en avisarles -un aspecto que Burke advirtió-, al considerar la insolencia de los revolucionarios franceses. Dichas campañas eran asuntos de élites que buscan un triunfo sobre enemigos reales o imaginarios, y que tratan de dejar mella en políticos porque comparten, en el fondo, esa antigua visión socialista de que las cosas deben ser cambiada desde las altas esferas hacia abajo, y de que la gente por sí misma no son de confiar en el momento, sino solo después, cuando la vanguardia revolucionaria ha completado su tarea.—Scruton, escrito en 2012 |

The Meaning of Conservatism (1980) —que él consideró "cierta defensa hegeliana de los valores de los Tories de cara a la traición recibida por los libremercadistas"— fue el libro que, según Scruton, arruinó su carrera académica.
Scruton escribió en Gentle Regrets (2005) que encontró convincentes varios de los argumentos de Edmund Burke en Reflections on the Revolution in France (1790). Pese a que Burke estaba escribiendo sobre la Revolución francesa, no el socialismo, Scruton quedó convencido de que, como plasmó, las promesas utópicas del socialismo son acompañadas por visiones abstractas de la mente que guardan escasa relación con la manera en que la mayoría piensa. Burke también le persuadió de que no hay una dirección en la historia, no hay progreso espiritual ni moral; las personas piensan de manera colectiva en pos de una meta común solo durante una crisis —como una guerra—, y tratar de organizar a la sociedad de esta forma requiere un enemigo real o imaginario;  de ahí el tono estridente de la literatura socialista, escribió. Más tarde comentó, siguiendo a Burke, que la sociedad permanece cohesionada por la autoridad y el Imperio de la ley, en el sentido del derecho a obedecer, no el de los derechos ilusorios de los ciudadanos. La obediencia, escribió, es "la principal virtud de los entes políticos, la disposición que hace posible gobernarles y sin la cual las sociedades se diluirían en 'el polvo de la individualidad'." La libertad real, añadió Scruton, no entra en conflicto con la obediencia, pero es su opuesto. Scruton fue convencido también por los argumentos de Burke sobre el contrato social, incluyendo que la mayoría de las partes del contrato o bien yacen muertas o aún no han nacido. Para superar esto, escribió, deshacerse de costumbres e instituciones reside en "ubicar a los miembros actuales de la sociedad en un dominio dictatorial sobre aquellos que lo estuvieron antes, y quienes llegaron tras estos."

## Obras

### Obra en español
Algunos de sus libros editados en español son:
- Sobre la naturaleza humana, Madrid, Ediciones Rialp, 2018, 1ª.[18] (2ª; 2022)

- Cómo ser conservador, Madrid, Homo Legens, 2018, 1ª.[19]

- Bebo, luego existo, Madrid, Ediciones Rialp, 2017, 1ª. [20]

- Pensadores de la nueva izquierda, Madrid, Ediciones Rialp, 2017, 1ª. [21]

- El alma del mundo, Madrid, Ediciones Rialp, 2016, 1ª.[22]

- Usos del pesimismo: El peligro de la falsa esperanza, Barcelona, Ariel, 2010, 1ª.[23][24]

- Filosofía moderna: una introducción sinóptica, Buenos Aires, Cuatro Vientos, 2003, 1ª.[25]

- Historia de la filosofía moderna: de Descartes a Wittgenstein, Barcelona, Ediciones Península, 2003, 1ª.[26]

- La experiencia estética: ensayos sobre la filosofía del arte y la cultura, Ciudad de México, Fondo de Cultura Económica, 1987, 1ª.[27]

- La estética de la arquitectura, Madrid, Alianza editorial, 1985, 1ª.[28]

### Obra original en inglés
(Esta lista no está completa)

#### Filosofía/Estética/Filosofía política
- Art And Imagination (1974)
- The Aesthetics of Architecture (1979)
- The Meaning of Conservatism (1980)
- The Politics of Culture and Other Essays (1981)
- From Descartes to Wittgenstein: A Short History of Modern Philosophy (1981)
- A Dictionary of Political Thought (1982)
- The Aesthetic Understanding (1983)
- Kant (1983)
- Untimely Tracts (1985)
- Thinkers of the New Left (1985)
- Sexual Desire: A Moral Philosophy of the Erotic (1986)
- Spinoza (1987)
- A Land Held Hostage: Lebanon and the West (1987)
- The Philosopher on Dover Beach and Other Essays (1989)
- Conservative Texts (1992)
- Modern Philosophy (1994)
- The Classical Vernacular: Architectural Principles in an Age of Nihilism (1995)
- Animal Rights and Wrongs (1996)
- An Intelligent Person's Guide to Philosophy (1996); republished in 2005 as Philosophy: Principles and Problems
- The Aesthetics of Music (1997)
- An Intelligent Person's Guide to Modern Culture (1998)
- On Hunting (1998)
- Spinoza (1998)
- England: An Elegy (2001)
- The West and the Rest: Globalisation and the Terrorist Threat (2002)
- Death-Devoted Heart: Sex and the Sacred in Wagner's Tristan und Isolde (Oxford University Press, 2004)
- News From Somewhere: On Settling (2004)
- The Need for Nations (2004)
- Gentle Regrets: Thoughts from a Life (Continuum, 2005)
- Animal Rights and Wrongs (2006)
- A Political Philosophy: Arguments for Conservatism (2006)
- Immigration, Multiculturalism and the Need to Defend the Nation State (2006)
- Culture Counts: Faith and Feeling in a World Besieged (Encounter Books, 2007)
- Dictionary of Political Thought (2007)
- Beauty (2009)
- I Drink Therefore I Am: A Philosopher's Guide to Wine (2009)
- Understanding Music (2009)
- The Uses of Pessimism: And the Danger of False Hope (2010)
- Green Philosophy (2011)
- How to Think Seriously About the Planet: The Case for an Environmental Conservatism (2012)
- The Face of God: The Gifford Lectures (2012)
- Our Church: A Personal History of the Church of England (2012)
- The Soul of the World (2014)
- How to Be a Conservative (2014)
- Fools, Frauds and Firebrands: Thinkers of the New Left (2015)
- The Ring of Truth: The Wisdom of Wagner's Ring of the Nibelung (2016)
- Conversations with Roger Scruton (2016)
- Confessions of a Heretic (2016)
- On Human Nature (2017)
- Conservatism: Ideas in Profile (2017)
- The State of Britain Now (2017)
- Conservatism: An Invitation to the Great Tradition (2018)
- Music as an Art (2018)
- Wagner's Parsifal: The Music of Redemption (2020)

#### Ficción
- Fortnight's Anger: a novel (1981)
- Francesca: a novel (1991)
- A Dove Descending and Other Stories (1991)
- Xanthippic Dialogues (1993)
- Perictione in Colophon (2000)
- Notes from Underground (2014)
- The Disappeared (2015)
- Souls in the Twilight (2018)

#### Artículos destacados
- Scruton, Roger (4 de enero de 2014). «The right way : we need conservatism now more than ever». The Spectator 324 (9671): 14.

#### Opera
- The Minister (1994)
- Violet (2005)

#### Televisión
- Why Beauty Matters (BBC 2009).